# Nasséré (département)
Nasséré est un département et une commune rurale de la province du Bam, situé dans la région du Centre-Nord au Burkina Faso.

## Géographie

### Localisation
Le village de Nasséré est situé à 150 km de la capitale Ouagadougou.
Près de Nasséré se trouvent les collines Biliga et la montagne Yamgana (la montagne sacrée de Nasséré).

### Démographie
Deux peuples y vivent : les "Mosse" ou "Mossis", qui parlent le moré, et les Peuls qui parlent le foulfouldé. Les habitants de Nasséré parlent aussi français.
- En 2006, le département comptait 10 393 habitants recensés[2]
- En 2019, le département comptait 13 154 habitants partiellement recensés (à cause de problèmes sécuritaires) mais estimés par une étude complémentaire[1].

## Administration

### Mairie
| Période                                  | Période | Identité               | Étiquette | Qualité |
| ---------------------------------------- | ------- | ---------------------- | --------- | ------- |
| 2013                                     | 2018    | Louis Maxime Ouedravgo |           |         |
| Les données manquantes sont à compléter. |         |                        |           |         |

### Villages
Le département et la commune rurale de Nasséré est administrativement composé de dix-sept villages, dont le village chef-lieu homonyme (données de population consolidées en 2012, issues du recensement général de la population en 2006) :
- Béguemdéré (119 habitants, y compris Woulo, détaché en 2012)
- Biliga-Foulbé ou (Biliga-Fulbé) (612 habitants)
- Biliga (ou Biliga-Mossi) (2 124 habitants)
- Bilkaradié (288 habitants)
- Fénéguéné (328 habitants)
- Foutenga (ou Foutanga) (233 habitants)
- Koladé-Tora (ou Kollade) (308 habitants)
- Nasséré (999 habitants), (chef-lieu)
- Sampalo (920 habitants)
- Sika (622 habitants)
- Sillaléba (780 habitants)
- Tamiga (ou Tamiga-Mossi) (825 habitants)
- Tamiga-Foulbé (ou Tamiga-Fulbé) (170 habitants)
- Tibtenga (ou Tibtenga-Mossi) (421 habitants)
- Tibtenga-Foulbé (ou Tibtenga-Fulbé) (170 habitants)
- Woulo (inclus dans Béguemdéré avant 2012, détaché mais non recensé ni estimé depuis)
- Tora (559 habitants)

## Histoire
La 1re famille qui a vécu à Nasséré est Peulh. Les habitants de Nasséré sont originaires du Niger. Les Peulhs, qui font partie des premiers habitants de Nasséré, étaient éleveurs nomades. Ils se sont installés à Nasséré pour être plus proches des points d'eau.
Le mot Nasséré signifierait « Tu vas gagner ce que tu veux ».[réf. nécessaire]

## Économie
À Nasséré, s'exercent différents types de métiers. Trois types d'activités sont pratiquées à Nasséré :
- Les habitants sont majoritairement agriculteurs. Ils cultivent du sorgo, du mil, du maïs, des arachides et des pois de terre.
- À Nasséré vivent aussi des éleveurs de zébus, de moutons et de quelques cochons. Depuis peu, on trouve aussi des éleveurs de volailles (pintades).
- L’orpaillage (la recherche et l'exploitation de l'or). Cette activité est dangereuse pour la santé des mineurs et pour l'environnement car il n'y a aucun moyen de recycler les produits utilisés. De plus, beaucoup d'enfants quittent l'école pour travailler dans les mines.
- Il y a aussi des commerçants (épiciers, boulangers, tenanciers de "maquis").
- Se trouvent aussi des artisans : tailleurs, réparateurs de cycles, soudeurs, coiffeurs, couturiers et tisserands.

À Nasséré, le marché est considéré comme un jour de fête. Il y a un marché traditionnel, le « marché du 21 » (on l'appelle ainsi car il est organisé tous les 21 jours). Il attire des populations de tous les villages et communes des alentours.

## Alimentation en eau
L'approvisionnement en eau dépend de la pluviométrie. Mais il y a souvent de la sécheresse. De plus, la distance entre les villageois et les puits est parfois grande.
Les villageois s'approvisionnent en eau aux forages. Il y en a deux ou trois par village. Grâce à l'association de Montivilliers Nasséré, les forages sont de plus en plus nombreux. En 2006, un château d'eau a été construit : il alimente le centre de santé. En 2017, un deuxième château d'eau a été construit grâce à l'association Tora Cœur de Caux pour alimenter un projet de maraichage.
Les boulis sont des mares où les animaux viennent s'abreuver. L'eau n'y est pas potable.
Certains villageois ont reçu des formations pour assurer la maintenance des pompes. Mais ils n'ont souvent pas les moyens financiers nécessaires.

## Santé
Le département accueille un seul centre de soins et de promotion sociale (CSPS) à Nasséré tandis que le centre médical avec antenne chirurgicale (CMA) de la province se trouve à Kongoussi et le centre hospitalier régional (CHR) est à Kaya.
La mortalité infantile est très élevée (65 pour 1 000 naissances au Burkina Faso). Au CSPS, la maternité effectue en moyenne 50 naissances par mois. Mais il y a encore des naissances dans les villages.
Pour lutter contre la malnutrition des nourrissons, quatre maquis-bébé ont été créés dans la commune de Nasséré. Le Maquis-bébé est un lieu d’action de prévention et d'éducation nutritionnelle. On y propose des bouillies à base de farine Misola. C'est aussi un lieu de formation pour les mamans. Il responsabilise les parents afin de permettre une autonomie nutritionnelle en donnant les informations nécessaires aux familles et aux mères.
Grâce à la subvention du Conseil général de Seine Maritime, la construction de nouvelles salles d’hospitalisation a été lancée. Elles ont été équipées de lits, d'armoires, d'étagères et de matériel médical. Elles ont été électrifiées, inaugurées et livrées à la population en février 2004.

## Éducation
Des actions sont menées pour améliorer le taux de scolarisation. Les conditions matérielles sont en progrès, grâce aux dons matériels et financiers d'associations par exemple. Les effectifs des classes sont chargés et le taux d'encadrement par les professeurs est faible. Les élèves sont souvent très nombreux et serrés dans chaque classe (cela peut aller jusqu'à 150 élèves). La scolarité des élèves ne dure que deux à trois ans. Dans les classes, les garçons sont plus nombreux que les filles. Nous pouvons aussi trouver à Nasséré des centres d'alphabétisation qui permettent aux adultes d'apprendre à lire et à écrire leur langue et parfois même le français.

### Écoles primaires
Dans les 17 villages de Nasséré, il n'y a que 11 écoles primaires. À peine 20% des élèves sont scolarisés. Tous les élèves vont à l’école à pied. Il existe deux CP : CP1 et CP2 pour apprendre mieux le français. Les effectifs sont chargés et il y a encore des élèves assis par terre malgré la fourniture de matériels scolaires régulièrement depuis 3 ans. Tous les élèves de CM2 passent l'examen du certificat d'études primaires et les meilleurs d'entre eux doivent passer et réussir le concours d'entrée en 6e.

### Collèges
Avant 2008, les enfants de Nasséré allaient au collège de Kongoussi (au Nord de Ouagadougou à 25 kilomètres de Nasséré.) En 2008 le nouveau collège de Nasséré a été construit.
Les effectifs restent chargés durant l'année scolaire 2015-2016 : 70 élèves par classe de 6e, 56.5 par classe de 5e, 99 élèves par classe de 4e et 53 élèves par classe de 3e.
En 2016, un 2e collège a été créé à Tamiga. À la création, deux classes ont été ouvertes (6e et 5e). En 2017, la 4e a été ouverte et en 2018 la 3e ouvrira.

### Lycée
Il y a un collège-lycée à Nasséré construit en septembre 2008. Le lycée de Nasséré propose seulement un enseignement littéraire. Les élèves qui souhaitent poursuivre un enseignement scientifique doivent aller au lycée provincial de Kongoussi situé à 25 km du village de Nasséré.

## Culture et patrimoine
Les habitants de Nasséré croient en plusieurs légendes. Le village est considéré comme étant un bon village car celui-ci exaucerait les vœux.
Selon les habitants, il y aurait un arbre sacré, le " caïlcédrat ". La nuit, sa cime s'illuminerait, il se déplacerait, descendrait vers le village puis regagnerait son emplacement d'origine. Il aurait aussi le pouvoir de rendre les femmes qui se rendent près de lui fécondes.